# Tangeum-ho
Tangeum-ho (kor. 탄금호) – sztuczny zbiornik wodny w Korei Południowej, w prowincji Chungcheongbuk-do, na obszarze miasta wydzielonego Chungju, powstały w wyniku spiętrzenia wody przez zaporę na rzece Han-gang. Budowę zapory ukończono w 1985.

## Toponimia
Nazwa zbiornika pochodzi od wzgórza Tangeumdae, na którym, za panowania króla Jinheunga (540-576) z dynastii Silla, grał na gayageum legendarny muzyk Ureuk.

## Infrastruktura
Zbiornik ma długość 4800 m, szerokość od 287 do 366 m oraz głębokość sięgającą 8 m. Zaadaptowany jest do pełnienia funkcji toru regatowego. Stanowi część kompleksu sportowo-rekreacyjnego Tangeum Lake International Rowing Regatta Centre. Prowadzona jest tu m.in. szkoła wioślarska Chungju Rowing School, będąca echem sukcesu organizacyjnego i sportowego podczas Mistrzostw Azji w październiku 2007.

## Wydarzenia
Corocznie, w sierpniu, nad zbiornikiem odbywa się Chungju Festival, podczas którego mają miejsce liczne wydarzenia sportowe i kulturalne, takie jak: Dragon Boat Race – Wyścigi Smoczych Łodzi, zawody w piłce wodnej, National Tour Boat Race, Fire Bug Festival i koncert saksofonowy.
W 2007 na zbiorniku toczyła się rywalizacja wioślarskich Mistrzostw Azji. W dniach 26 – 29 kwietnia 2012 odbyły się kwalifikacyjne regaty kontynentalne dla Azji i Oceanii do Letnich Igrzysk Olimpijskich w Londynie. W okresie od 25 sierpnia do 1 września 2013 miały miejsce Mistrzostwa Świata w Wioślarstwie. W dniach 20 – 25 września 2014 był miejscem rywalizacji wioślarzy podczas Igrzysk Azjatyckich. Od 3 do 14 lipca 2015 toczyły się tu wioślarskie rozgrywki letniej uniwersjady. W 2016 odbędą się tu kwalifikacyjne regaty kontynentalne dla Azji i Oceanii do Letnich Igrzysk Olimpijskich w Rio de Janeiro.